# Louise-Rosalie Dugazon

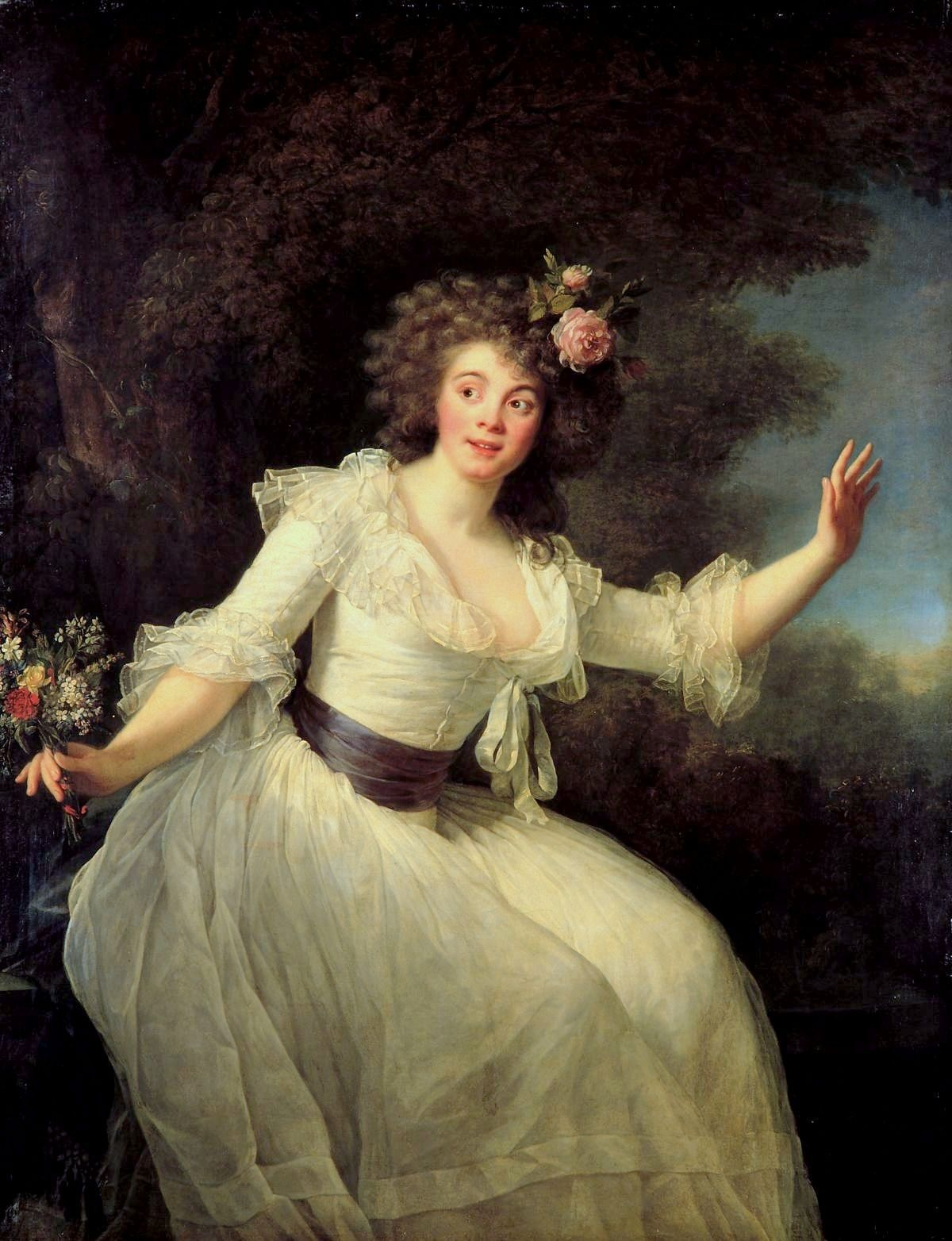
Porträtt av Louse-Rosalie Dugazon, målat av Antoine Vestier.

Louise-Rosalie Dugazon, född Lefèvre 18 juni 1755 i Berlin, död 22 september 1821 i Paris, var en fransk skådespelare, sångare och dansös. Hon var gift med Jean-Henri Gourgaud.
Louise-Rosalie Dugazon var mycket populär i sånglustspelet, och fick till och med i Frankrike namnge de karaktärstyper hon gav uttryck för. Hennes yngre rolltyp kallas Dugazon och den äldre kallas mère Dugazon. 
Hon tillbringade sin karriär vid Comédie Italienne i Paris, där hon engagerades 1774. Från 1801 var hon anställd vid den nyinrättade Opéra-Comique i Paris och drog sig 1806 tillbaka från scenen.